# Дионисије II Цариградски
Дионисије II Цариградски (грч. Διονύσιος; умро јула 1556) био је васељенски патријарх Цариграда од 1546. до 1556. године.

## Живот
Дионисије је рођен у Галати (данас део Истанбула). Године 1516. Постављен је за митрополита Никомедије, а за епископа га је рукоположио патријарх Теолепт I Цариградски. 
Дионисија је патријарх Јеремија I Цариградски одредио за свог наследника, и након Јеремијине смрти, он је заправо изабран 17. априла 1546. године:39 подржано народним манифестацијама и против нада Светог синода. Током свог патријаршијског мандата окривљен је за повећање накнаде за именовање (пештеш) која се дугује османском султану на три хиљаде екуа и за рушење, по наређењу султана, великог крста на крову цркве Богородице Памакаристос, у то време седишта патријаршије.
Значајнији догађај његовог патријаршије било је путовање младог митрополита Цезарије, Митрофана III Цариградског, у Италију 1546. године, који ће годинама касније постати патријарх. Дионисије II је послао Митрофана у Венецију углавном да прикупи средства, али је Митрофан отишао и у Рим и састао се са папом. Године 1548. ове вести изазвале су велику забринутост код дела грчког становништва Цариграда, са нередима и покушајем убиства Дионисија II, који је сматран подједнако кривим као и Митрофан. Дионисије II је био на ивици свргавања, али против њега нису предузете никакве мере јер је уживао подршку Сулејмана Величанственог.
Дионисије II је владао до своје смрти. Датум његове смрти је предмет расправе међу научницима, а предложени су различити датуми, као што су 1554. и 1555. година, али тачан датум изгледа да је јул 1556. године,:46 закључак који поткрепљују документи Млетачке републике. Сахрањен је у манастиру Камариотиса на острву Халки.